# Vino chino

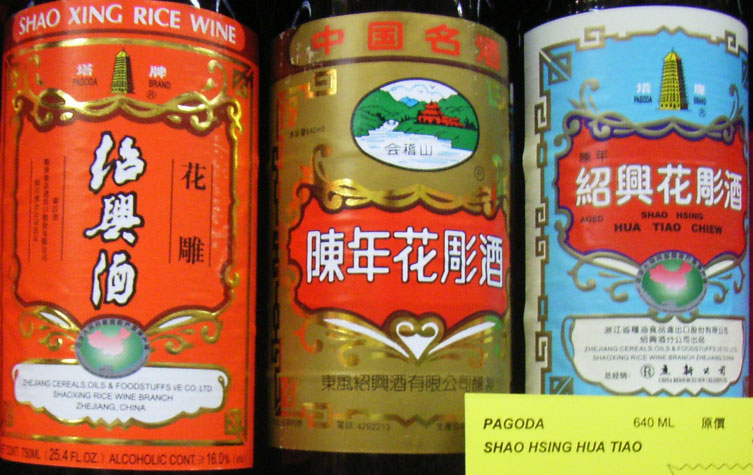
Etiquetas de botellas de vino chino.

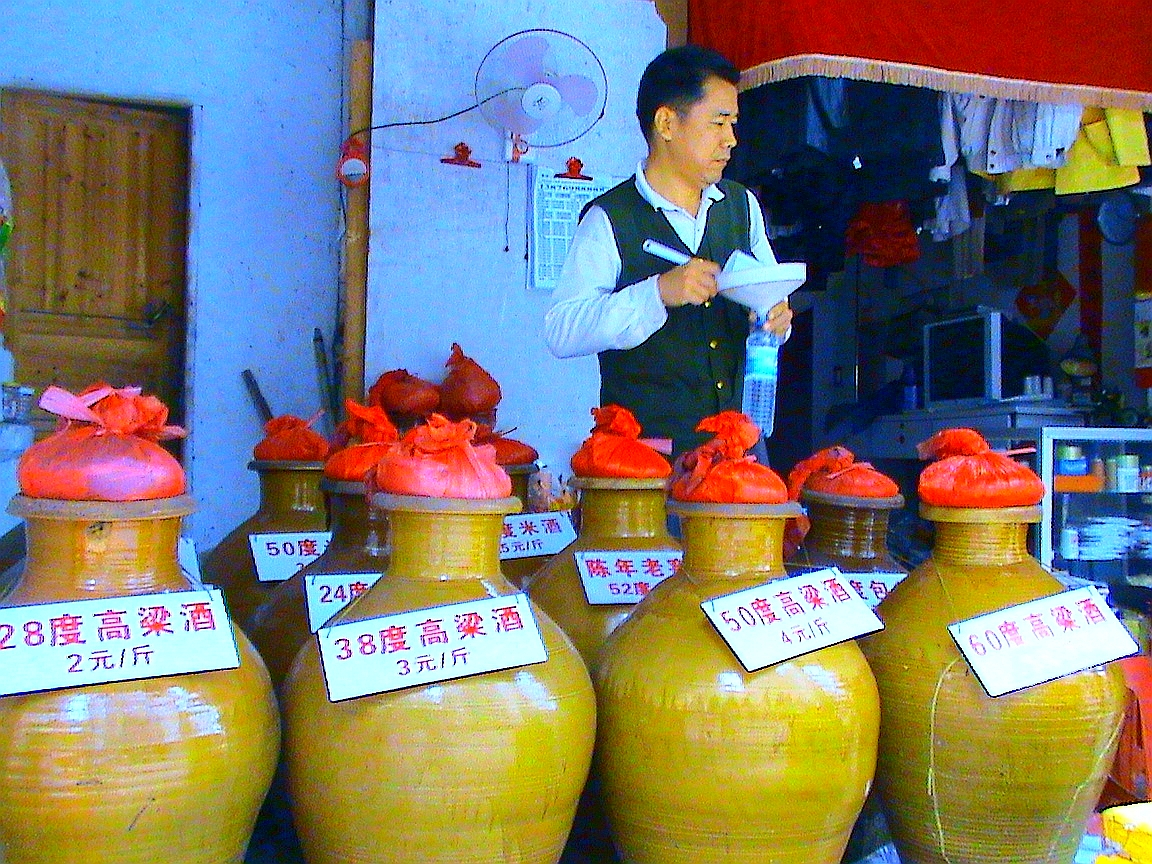

Jiu (en chino simplificado y tradicional, 酒; pinyin, jiǔ; literalmente, ‘alcohol’) es la palabra en chino que denomina todas las bebidas alcohólicas. Esta palabra a menudo es traducida como "vino", a pesar de que su significado es más parecido a "bebida alcohólica" o "licor." El mismo carácter chino es usado en el japonés, donde se lo pronuncia sake o shu, y en coreano, donde se lo pronuncia "ju."
Las dos variedades principales de vinos chinos son vinos fermentados (en chino simplificado, 黄酒; en chino tradicional, 黃酒; pinyin, huángjiǔ; literalmente, ‘licor amarillo’), los cuales pueden ser de color claro, beige, o marrón rojizo; y licores destilados (en chino simplificado y tradicional, 白酒; pinyin, bái jiǔ; literalmente, ‘licor blanco’, los cuales son generalmente líquidos claros.  A pesar de no ser un producto tradicional, el vino de uva (en chino simplificado y tradicional, 葡萄酒; pinyin, pútáojiǔ; literalmente, ‘vino de uva’) fue mencionado por primera vez en poemas chinos clásicos de la dinastía Tang hace 1000 años. A partir del 1900 la producción y consumo en China ha crecido en forma significativa a causa de una mayor influencia de la cultura occidental.
Tradicionalmente los vinos chinos son entibiados antes de ser consumidos. El licor es calentado a temperaturas entre los 35 a 55 grados Celsius, muy por debajo del punto de ebullición del etanol. Al calentar los licores se aprecian mejor sus aromas sin perder demasiado alcohol. La temperatura óptima para calentar depende del tipo de vino como de la preferencia del bebedor.

## Variedades

### Huangjiu (bebidas fermentadas)
Los vinos chinos fermentados, denominados huangjiu ((en chino simplificado, 黄酒; en chino tradicional, 黃酒; pinyin, huángjiǔ, literalmente ‘vino amarillo’ o ‘licor amarillo’), son obtenidos directamente de granos como el arroz o el trigo. Estos licores poseen un contenido de alcohol inferior al 20 %, a causa de la inhibición que se produce en la fermentación del etanol a esta concentración. Tradicionalmente estos vinos son pasteurizados, añejados, y filtrados antes de su embotellado final para la venta a los consumidores. Es posible destilar el Huangjiu para producir baijiu (ver comentario abajo).
Los Huangjiu son clasificados considerando varios factores. Entre ellos se encuentra la sequedad del licor, el fermento utilizado en su producción, y el método de producción.

### Baijiu (bebidas destiladas)
Los licores destilados chinos se identifican bajo la denominación genérica de baijiu (en chino, 白酒; pinyin, báijiǔ, lit. "licor blanco" o "vino blanco"). Los licores blancos son comúnmente llamados shaojiu (烧酒; pinyin: shāojiǔ; lit. "licor caliente" o "licor quemado"), tanto por la sensación que dejan en la boca al ser consumidos, como por el hecho de que por lo general son entibiados antes de ser ingeridos, o por ser calentados durante la destilación.  Dado que los licores de este tipo se obtienen por destilación contienen generalmente un contenido superior al 30 % de alcohol en volumen.  Existen muchas variedades de licores destilados, tanto con como sin aroma.
Mientras que existe una amplia variedad de métodos de clasificación para los licores amarillos, los licores blancos se agrupan básicamente por su fragancia.

## Producción

### Ingredientes
Los tres ingredientes principales que contribuyen a determinar las características particulares de los vinos chinos son los granos, el agua, y el fermento del licor. También se usan otros ingredientes que modifican el color o el sabor del producto final .

#### Granos
Los vinos chinos tradicionalmente han sido producidos con granos. Los vinos de las regiones en el sur de China son típicamente hechos solo con arroz glutinoso, mientras que los del norte de China son hechos predominantemente con trigo, cebada, mijo, sorgo, u ocasionalmente de Lágrimas de Job. Los vinos más famosos del norte de China son hechos utilizando una mezcla de arroz y otros granos.
A los granos a ser utilizados en la producción de bebidas se les quita el germen y su  cascarilla externa o salvado. Los granos son remojados y acidificados con la ayuda de lactobaccilus o agregando ácido láctico en el líquido donde se remojan. La acidificación se realiza para prevenir el crecimiento de otros microbios en los granos, los cuales podrían echar a perder el licor si corrompen el sabor o lo pueden tornar venenoso. Este proceso le otorga a muchos vinos chinos un sabor y sensación en el paladar distintivo comparado con el de otros tipos de vinos de arroz.

#### Agua
El agua es también un componente importante en la elaboración de vino chino. Esto no se debe solo a que se utiliza para hidratar los granos y permite que la fermentación tenga lugar, sinoo también porque contribuye al aroma y la calidad del licor, dependiendo de su pH y contenido mineral. Muchas regiones chinas productoras de vino son famosas no solo por sus vinos sino también por la fragancia y calidad de sus fuentes de agua.
Se pone énfasis en obtener el agua más pura directamente de arroyos o fuentes, o de la zona central de los lagos donde el agua ha sido menos expuesta a la polución. El agua utilizada en producir vinos chinos debe tener un bajo contenido de hierro y sodio, con un mayor contenido de iones de magnesio y calcio como parte de su contenido mineral total.

#### Fermento del licor
El fermento de licor, también es conocido como "torta inicial" (麴餅; pinyin, qū bǐng) o "medicina de licor" (酒药; pinyin, jiǔ yaò). Los fermentos de licor para los vinos chinos son tortas o pastas que contienen una mezcla compleja de varias levaduras, mohos, y bacteria, los cuales se utilizan para inocular los granos. El fermento convierte los almidones de los granos en azúcares, y los azúcares en etanol. Ciertos fermentos también acidifican la mezcla de granos. Cada productor utiliza un tipo diferente de torta de fermento que ha sido producido en sus instalaciones a partir de fermentos almacenados, los cuales son transferidos de generación en generación. Las fábricas más grandes a menudo utilizan cultivos puros de cada organismo en el fermento en vez de las tortas de fermentos.
Existen tres tipos principales de fermentos:
- Fermento menor (chino: 小麴, 小曲; pinyin: xiǎo qū): Arroz que ha sido cultivado predominantemente con cepas de mohos (hongos) de los géneros Rhizopus (chino: 小麴菌, pinyin: xiǎo qū jùn or 根霉菌, pinyin: gēn meí jùn) y Mucor (chino: 毛霉菌, pinyin: maó meí jùn), como también levadura y otras bacterias. La mezcla no produce tanto calor, por lo que se las utiliza por lo general en las zonas tropicales del sur de China.
- Fermento mayor (chino: 酒麴, 酒曲; pinyin: jiǔ qū, o 麥麴, 麦曲; pinyin: maì qū): Arroz que ha sido cultivado predominantemente con Aspergillus oryzae (chino: 麴菌, 麴霉菌, 曲霉菌, pinyin: qū meí jùn, japonés: 麹菌, koji-kin) , y otras cepas de mohos, levadura, y bacteria. Casi todas las bebidas alcohólicas chinas son de este tipo. El vino producido a partir de un fermento menor, es por lo general completado utilizando un fermento mayor para mejorar su aroma.
- Fermento rojo (chino: 紅麴, 红曲; pinyin: hóng qū): Arroz que ha sido cultivado con levaduras y Monascus purpureus (chino: 紅曲菌, pinyin: hóng qū jùn) u otras cepas del arroz rojo del género Monascus. Este fermento le otorga al vino un color rojo púrpura, y se utiliza para darle a los vinos un color y aroma distintivo.

El fermento se mezcla con agua utilizándose únicamente el producto filtrado de la mezcla, o bien se seca el fermento, se lo muele, y se aplica directamente como polvo seco. A pesar de que el proceso de fabricación requiere el uso de un solo fermento, muchos vinos chinos son obtenidos a partir de licores obtenidos a partir de dos o más fermentos.

#### Saborizantes y aromatizantes
Los vinos chinos ocasionalmente pueden ser producidos o aromatizados con frutas, aunque esto no es muy común (esta práctica está más difundidad en los vinos coreanos). En cambio es más usual agregar hierbas medicinales y especias al vino chino. Estos aditivos no solo le otorgan un color rojizo, marrón, o verdoso, pero también modifican el sabor y aroma del licor. Existen algunos procesos de producción que permiten producir vinos de colores oscuros sin la necesidad de agregar hierbas.

### Preparación de la pasta inicial
Antes de la preparación propiamente dicha del licor, se separa una pequeña cantidad de grano para preparar la pasta inicial (酒母; pinyin: jiǔ mǔ). La pasta inicial se prepara remojando y acidificando el arroz glutinoso junto con otros granos y poniéndolos al vapor en mallas o rejillas por algunos minutos. De esta forma los granos se cuecen y se transforma el almidón a una forma gelatinosa que es más adecuada para comenzar el fermento inicial.
La temperatura de inoculación de los granos pasados por vapor es controlada, dado que modifica el sabor del vino. Por lo general esto se hace cuando el grano es enfriado mojándolo con agua fría y enfriado a una temperatura entre 23 y 28 grados Celsius, la que se considera la temperatura óptima de fermento de la pasta inicial. Se agrega primero el fermento menor dejándose la pasta por dos días para que comience la sacarificación, acidificación, y fermentación de los granos. En muchas licorerías del norte se prefiere utilizar el fermento mayor.
Inoculación con la pasta inicial liquidifica parcialmente los granos vaporizados, lo cual es la señal para agregar el large starter como también más agua de manera de formar un slurry espeso. Este slurry es revuelto con sumo cuidado por el maestro cocinero para airearlo y mantener un nivel óptimo de oxígeno y dióxido de carbono en la mezcla, como también para mantener una temperatura uniforme en toda la masa que está siendo fermentada. El slurry es revuelto periódicamente durante una semana. El slurry entra luego en un proceso de fermentación que se extiende por un mes, luego de la cual el pH de la mezcla habrá disminuido hasta aproximadamente 3.4, y la concentración de alcohol será de aproximadamente el 15 %. Esta es la pasta inicial que será utilizada para preparar la pasta principal.
Además de ser utilizada en la preparación de licor, la pasta inicial es a menudo preparada por las familias chinas para ser ingerido o tomado como un postre dulce.